# Włodzimierzów (gmina Sulejów)
Włodzimierzów – wieś w Polsce położona w województwie łódzkim, w powiecie piotrkowskim, w gminie Sulejów.
W latach 1975–1998 miejscowość należała administracyjnie do województwa piotrkowskiego.
Przez wieś przebiega trasa drogi wojewódzkiej nr 742.
Wieś letniskowa, położona wśród lasów nad rzeką Luciążą. Znajdują się tu działki rekreacyjne mieszkańców pobliskiego Piotrkowa Trybunalskiego oraz Łodzi. We wsi znajdował się ośrodek wypoczynkowy ZHP oraz ośrodek wypoczynkowy Villa Rosa.
Mieści się tu szkoła podstawowa, 2 przedszkola oraz kościół pw. Najświętszej Maryi Panny Królowej Polski. Na skraju wsi mieściło się niegdyś sanatorium przeciwgruźlicze, obecnie zburzone, na jego miejscu powstał trzygwiazdkowy hotel.